# ناديا بابيش
ناديا بابيش (29 ديسمبر 1943 - 12 أبريل 2021) لغوية من أوكرانيا. درست في جامعة تشيرنيفتسي. كانت عضوة في نقابة الصحفيين في أوكرانيا. تلقت بابيش العديد من الأوسمة، بما في ذلك وسام الأميرة أولغا (الدرجة الثالثة)، وامتنان من رئيس أوكرانيا، والعاملة الفخرية لأوكرانيا وشارة التميز في التعليم الأوكراني.
توفيت بابيش في تشيرنيفتسي في 12 أبريل 2021 عن عمر يناهز 77 عامًا.